# M1940年型掃海艇
| M1940年型掃海艇 | M1940年型掃海艇                                                                                  |
| --------------- | ------------------------------------------------------------------------------------------------ |
|                 |                                                                                                  |
| 艦級概観        |                                                                                                  |
| 艦種            | 掃海艇                                                                                           |
| 艦名            |                                                                                                  |
| 前級            | M1935年型掃海艇                                                                                  |
| 次級            | M1943年型掃海艇                                                                                  |
| 性能諸元        |                                                                                                  |
| 排水量          | 基準：543トン 満載：700～775トン                                                                 |
| 全長            | 63.0m -m（水線長）                                                                               |
| 全幅            | 8.9m                                                                                             |
| 吃水            | 2.82m                                                                                            |
| 機関            | ドイツ海軍式重油・石炭混焼水管缶2基 +形式不明三段膨脹型レシプロ機関2基2軸推進                    |
| 最大速力        | 2,400～2,700hp                                                                                   |
| 最大速力        | 17.0ノット                                                                                       |
| 航続距離        | 17ノット/1,200海里 10ノット/4,000海里                                                            |
| 乗員            | 68～80名                                                                                         |
| 兵装            | SK L/45 10.5ｃｍ（45口径）単装砲1基 SK C/30 3.7cm（83口径）単装砲1基 C/30 2cm（65口径）単装砲3基 |

M1940年型掃海艇（Minensuchboot 1940）は、第二次世界大戦中にドイツ海軍が建造した掃海艇である。艦名のMとはドイツ海軍で掃海艇を意味するMinensuchbootの頭文字を用いた略号。

## 概要
本型はドイツ海軍がM1935年型の改良・戦時型として建造した掃海艇である。前型では主力艦と同じく重油のみ使用していたが、本型では戦時の燃料事情を考慮してボイラーを石炭焚きとした。M261からM501まで計画されたが内127隻が未就役であった。M441以降の52隻は占領国のオランダの造船所で建造された。

## 艦形
本型は、前型に比較してやや船体規模が縮小され、生産性を高めるために構造の簡素化が図られていた。基本的な船体形状は前型と共通で、凌波性を持たせるため船首楼型船型とし、作業甲板となる後甲板は乾舷を低くしている。前部マストが三脚型となり、石炭燃料のため煙突が高くなっていることが、前型との識別点である。当初、新造時には火砲類は後甲板に装備され、掃海作業の妨げとならないよう一段高い位置に搭載された。その後武装強化により、前部にも火砲類を搭載した艇もある。掃海具の投入・揚収作業の便のため艦尾端のブルワークは省略されている。

## 武装
主砲にはSK L/45 1907年型 10.5ｃｍ（45口径）単装砲を搭載した。重量17.4kgの砲弾を使用し、仰角30度での最大射程12,700m、仰角45度での最大射高は8,230mである。砲架の俯仰能力は仰角50度・俯角10度で旋回角度は360度の旋回角度を持っていたが実際は構造物により制限された。装填形式は自由角度装填で、発射速度は人力装填のため毎分15発であった。前型の2基装備に対し、本型は艦形がやや縮小されたためもあり1基装備となった。
中型対空砲としてSK C/30 1934年型3.7cm（83口径）単装砲を搭載した。重量0.742kgの砲弾を使用し、仰角45度での最大射程8,500m、仰角85度での最大射高は6,800mである。 砲身の俯仰能力は仰角85度・俯角5度で、旋回角度は360度の旋回角度を持っていたが実際は構造物により制限された。半自動砲であったが、装填は1発ずつ人力で行うため発射速度は毎分30発であった。当初、新造時には1基を装備した。
近距離対空砲としてC/30 1934年型 2cm（65口径）単装砲を搭載した。重量0.143kgの砲弾を使用し、仰角45度での最大射程4,900m、仰角85度での最大射高は3,700mである。 砲身の俯仰能力は仰角85度・俯角11度で、旋回角度は360度の旋回角度を持っていたが実際は構造物により制限された。発射速度は毎分120発であった。当初、新造時には3基を装備した。
その後、戦訓により対空火力の増強が図られ、3.7cm砲、2cm砲とも追加された。時期により、また個々の艇により装備数は大きく異なっている。

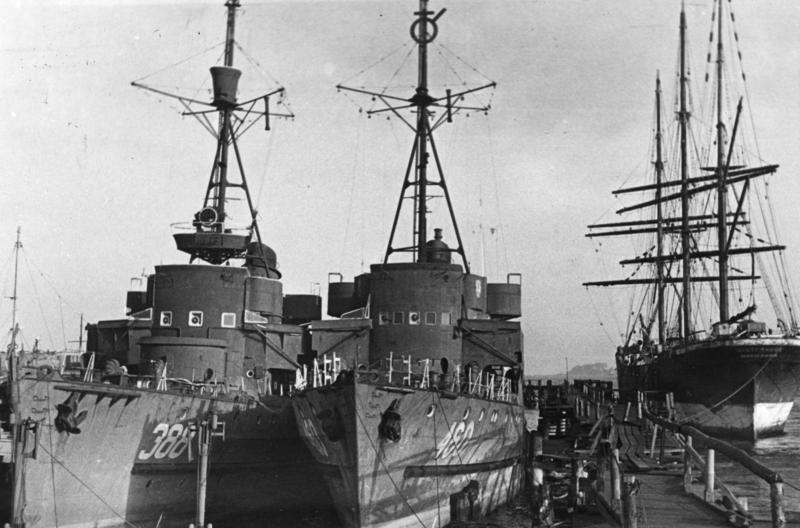
艦首方向から撮影された本型の写真
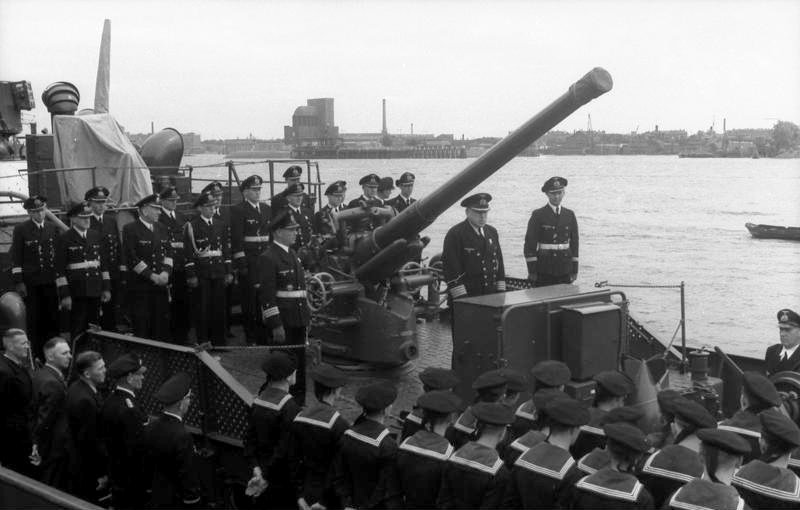
本型の後甲板。10.5ｃｍ砲と、その前方にカバーがかけられた3.7cm単装砲がある。
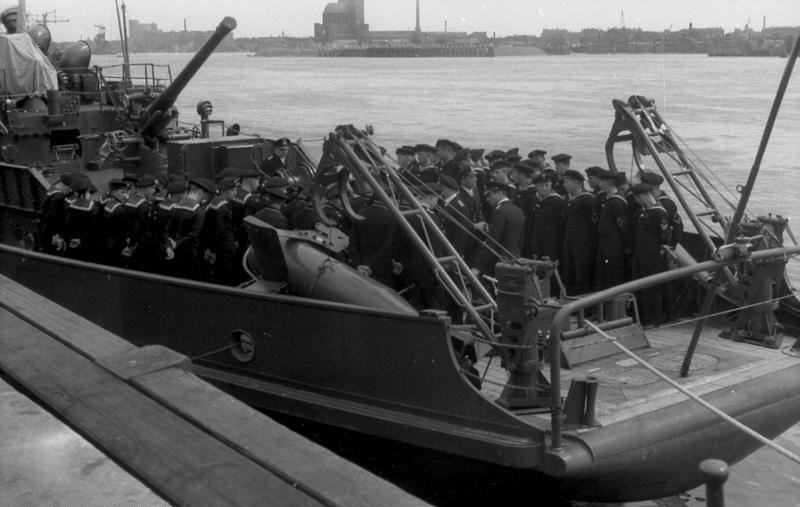
艦尾端のブルワークは省略されている。

## 同型艦
- M261、M262、M263、M264、M265、M266、M267、M268、M269、M270、M271、M272、M273、M274、M275、M276、M277、M278、M279、M280、M281、M282、M283、M284、M285、M286、M286、M287、M288、M289、M290、M291、M292、M293、M294、M295、M296、M297、M298、M299、M300、M301、M302、M303、M304、M305、M306、M307、M308、M309、M310、M311、M312、M313、M314、M315、M316、M317、M318、M319、M320、M321、M322、M323、M324、M325、M326、M327、M328、M329、M330、M331、M332、M333、M334、M335、M336、M337、M338、M339、M340、M341、M342、M343、M344、M345、M346、M347、M348、M349、M350、M351、M352、M353、M354、M355、M356、M357、M358、M359、M360 - M428